# Megaselia heterochaeta
Megaselia heterochaeta är en tvåvingeart som beskrevs av Rudolf Beyer 1966. Megaselia heterochaeta ingår i släktet Megaselia och familjen puckelflugor. Inga underarter finns listade i Catalogue of Life.